# Воронежский вагоноремонтный завод

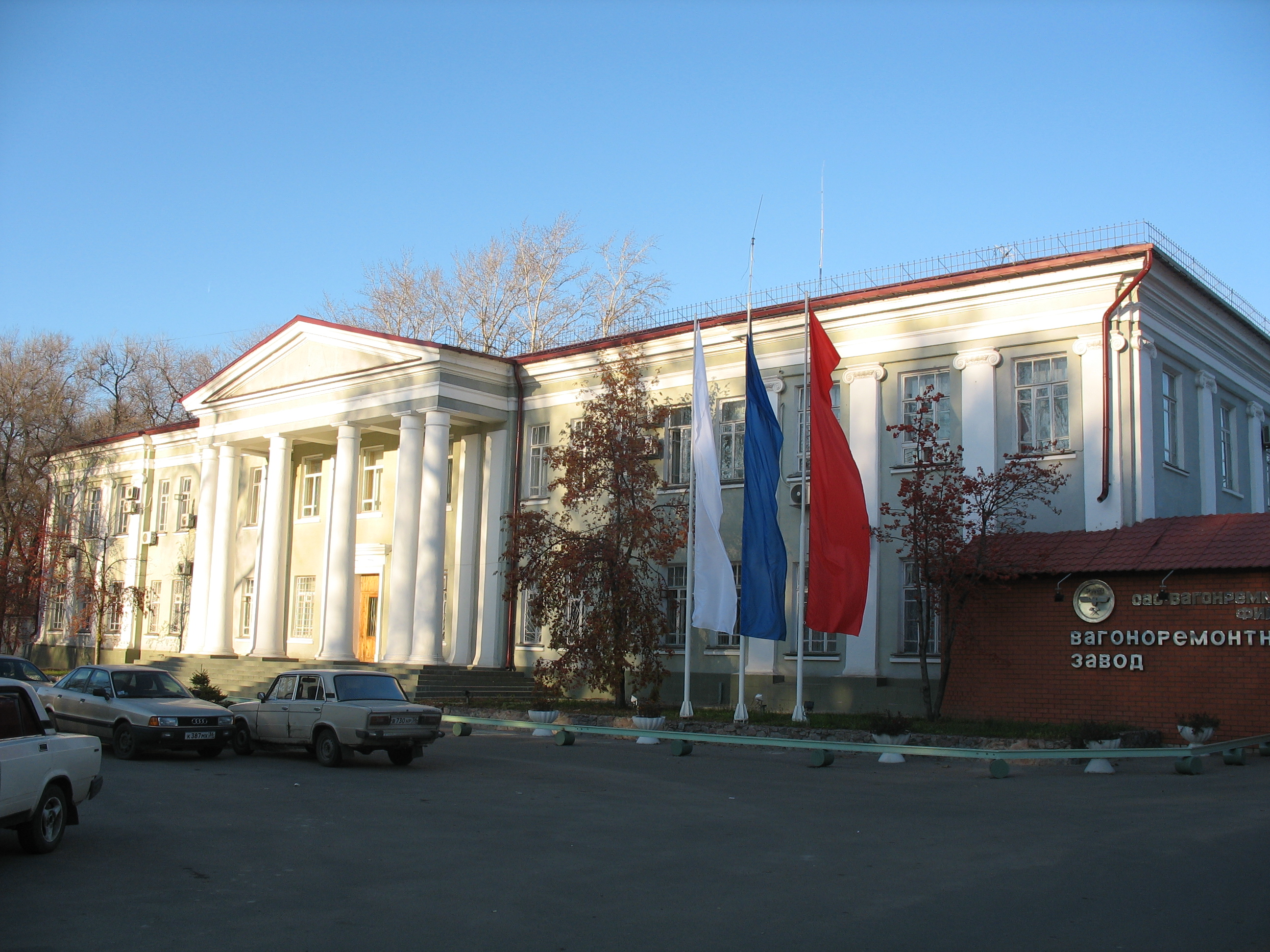
Здание управления завода

Воронежский вагоноремонтный завод (ВВРЗ, в 1931—2009 годах имени Э. Тельмана) — крупное промышленное предприятие, работающее на рынке услуг и товаров для железных дорог Российской Федерации и СНГ. C 1 октября 2003 года предприятие является одним из филиалов АО «Вагонреммаш».

## История

### Основание
Завод основан 1 июня 1912 года. К этой дате на песчаном пустыре у станции Раздельная были построены Отрожские вагоноремонтные мастерские, принадлежавших акционерам Юго-Восточных железных дорог.

### Советский период
После национализации Юго-Восточной железной дороги в 1918 году декретом Совнаркома была национализирована.
После того как в 1927 году Отрожские мастерские стали подчиняться Народному комиссариату путей сообщения, они стали называться вагоноремонтным заводом.
В 1931 году завод посетила делегация Коммунистической партии Германии. После этого завод стал называться в честь руководителя немецкой компартии Э. Тельмана.
В годы Отечественной войны завод выпускал военную продукцию: специальные бронепоезда, детали миномётов «Катюша», крупнокалиберные мины. На заводе также занимались ремонтом танков, строительством дорог к линии фронта.
На территории завода установлен памятник сотрудникам предприятия, участвовавшим в Великой Отечественной войне.
- В 50-е годы завод начал ремонтировать пассажирские вагоны.
- В это же время завод начинает ремонтировать вагоны-ледники и импортный рефрижераторный подвижный состав.

В начале 70-х годов на заводе была проведена реконструкция, в ходе которой были построены новые цеха: пассажирский, рефрижераторный и электроремонтный.

### Современный период
Воронежским вагоноремонтным заводом освоен выпуск пассажирских вагонов нового поколения. Также заводом выполняются работы по модернизации вагонов.
Среди продукции предприятия — туристические ретровагоны, которые используются в экскурсионных поездках, а также детские и медицинские вагоны.
Заводом освоен выпуск специальных вагонов:
- вагонов с купе для инвалидов,
- детских вагонов,
- вагонов — салонов,
- вагонов — тренажёров,
- вагонов поезда «Здоровье», предназначенных для оказания медицинской помощи в отдельных районах страны, не имеющих медицинских пунктов
- других вагонов, выполненных по специальным заказам.

В 2009 году филиал ОАО «РЖД» Воронежский вагоноремонтный завод имени Тельмана был ликвидирован, на базе его имущества и имущества других ликвидированных вагоноремонтных заводов создано ОАО «Вагонреммаш».
Воронежский вагоноремонтный завод имеет современное специальное оборудование для ремонта пассажирских вагонов, формирования и ремонта колесных пар.
При создании новых видов продукции планируется кооперация (аутсорсинг) Воронежского ВРЗ с промышленными предприятиями города Воронежа. Воронежский ВРЗ уже имеет опыт работы со следующими предприятиями города: ООО «Электротехника», ООО «Трансхолодмаш», Воронежский авиационный завод, ЗАО «РудГорМаш», ОАО "НПО Корпорация «РИФ», ЗАО «Гидрогаз» и др.
В 2009 году Воронежским ВРЗ выпущена продукция для Армении. Ранее заводом был произведен ремонт вагонов с модернизацией для КНДР и Киргизии.
По результатам эксплуатации пассажирских вагонов, выпускаемых Воронежским ВРЗ, и положительным отзывам от железных дорог продукция завода востребована и отвечает современным требованиям комфорта, экологии и безопасности движения.